# 土地伦理
土地伦理是环境伦理的视角之一，是由奥尔多·利奥波德（Aldo Leopold）在他的《沙鄉年鑑》（A Sand County Almanac）一书中首次倡导的。其中他写道，需要一种“新的伦理”，“一种处理人与土地，以及人与在土地上生长的动物和植物之间的伦理观”。
在他那个时代，美国国家森林局美国林业局（USFS）的主流观念从创立者吉福德·平肖开始，就是追求经济利益的和功利主义的，而利奥波德则主张一种“生态学 ”的态度（这个词由芝加哥大学的亨利·钱德勒·考尔斯于20世纪初在对印地安那沙丘的研究中提出，利奥波德是该术语最早的推广者之一）。资源保护主义在更偏向人类中心主义的资源管理范式中获得了它的首要地位，而与此同时，利奥波德的著作和启发与约翰·缪尔一起引发了环境主义的发展。
利奥波德认为，伦理演变的下一步，是扩展为包含生物共同体（概括起来是“土地”）的非人类成员在内的伦理观。利奥波德将他的土地伦理的基本原理论述为：“当一个事物有助于保护生物共同体的和谐、稳定和美丽的时候，它就是正确的，当它走向反面时，就是错误的。 ” 
他还将该观点描述为：“土地伦理只是扩大了这个共同体的界限，它包括土壤、水、植物和动物，或者把它们概括起来：土地。……土地伦理是要把人类在共同体中以征服者的面目出现的角色，变成这个共同体中的平等的一员和公民。它暗含着对每个成员的尊敬，也包括对这个共同体本身的尊敬。” 